# Аренга тайванська
Аре́нга тайванська (Myophonus insularis) — вид горобцеподібних птахів родини мухоловкових (Muscicapidae). Ендемік Тайваню.

## Опис
Довжина птаха становить 28-30 см, довжина крила 15-16 см. Виду не притаманний статевий диморфізм. Забарвлення переважно темно-синє, на плечах яскраві сині плямки. Нижня частина тіла чорнувата. Очі темно-червоні, дзьоб і лапи чорні. Молода птахи мають чорне забарвлення з синюватим відтінком. Тайванські аренги спілкуються з допомогою гучного свисту. Його найчастіше можна почути на світанку і в сутінках.

## Поширення і екологія
Тайванські аренги є ендеміками Тайваню. Вони живуть у вологих гірських і рівнинних тропічних лісах, поблизу струмків і річок. Зустрічаються на висоті від 400 до 2400 м над рівнем моря.

## Поведінка
Тайванські аренги живляться комахами, черв'яками, креветками, дрібними земноводними, рептиліями і рибами, яких вони ловляться в струмках, або поблизу них. Вони є моногамними. Сезон розмноження триває з кінця березня до початку вересня. Гнізда робляться з гілочок, корінців, стебел і моху, вони розміщуються серед каміння біля струмка, іноді в дуплах дерев або в покинутих людських житлах. В кладці 2-4 рожевуватих яйця, поцяткованих коричневими або сірими плямками. Яйця насиджує лише самиця, інкубаційний період триває 12-14 днів. Пташенята покидають гніздо на 21 день.

## Збереження
МСОП класифікує цей вид як такий, що не потребує особливих заходів зі збереження. За оцінками дослідників, популяція тайванських аренг становить від 10 до 100 тисяч птахів. Вид був включений до списку тварин, що охороняються Законом Тайваню про збереження дикої природи, однак був виключений з цього списку у 2008 році.